# Нови живот
Нови живот (итал. La Vita Nuova) је средњовековни текст који је написао Данте Алигијери између 1292. и 1295. године. Израз је средњовековне дворске љубави у стилу просиметрума, са комбинованом поезијом и прозом. Осим таквог садржаја, познат је и по томе што је писан на италијанском, а не на латинском; са осталим Дантеовим делима, помогло је у формирању тосканског који је постао књижевни језик.
Прво Дантеово песничко дело надахнуто је љубављу према Беатриче Портинари, коју је упознао у најранијој младости и која је одиграла пресудну улогу у његовом животу и стваралаштву. По идеалистичкој концепцији љубави, у духу фирентинске песничке школе Dolce Stil Nuovo (слатки нови стил), Беатриче је уздигнута до надземаљског симбола — блажен је онај који може посведочити о њеној лепоти, она постаје и мистични вођа људске душе и Бога. Дело обухвата ране Дантеове стихове, који су повезани са дубљим прозним одломцима и коментарима по својој морално-филозофској концепцији и оригиналној конструкцији, обиљу алегорија и младеначкој свежини — то је био „први јаки акорд“ који наговештава аутора Божанствене комедије.

## Позадина и контекст
Данте говори о овом делу као libello — „књижици“. Нови живот је прва од две збирке стихова које је Данте написао; друга је Гозба. Нови живот је просиметрум, као и Гозба, што значи да је измешана проза и поезија у стилу Боеција, посебно Утехе философије.
Данте је сваки просиметрум искористио за песме писане у периоду од десет година — Нови живот садржи његова дела од пре 1283. до 1293, док Гозба садржи његова дела од 1294. до Божанствене комедије.

## Извори и модели
Проучаваоци Дантеа су идентификовали одређени број модела, који су више, или мање послужили као инспирација за композицију Новог живота. Ти извори илуструју и Дантеов културолошки синкретизам као аутора, уз познавање заоставштине класичне старине, као и филозофско-религијски поглед на развој цивилизације, етичке и духовне норме, са позитивистичког аспекта хришћанства.
- Утеха философије, од Боецијеа
- Библија, Јеванђеља и средњовековне латинске хагиографије
- Провансилска поезија
- Реторика, његовог учитеља Брунета Латинија
- Исповести Светог Августина
- Laelius de amicitia, од Цицерона

## Структура
Нови живот садржи 42 кратка поглавља са коментарима 25 сонетa, једне балате, и 4 канцоне; једна канцона је недовршена, прекинута изненадном смрћу Беатриче Портинари, Дантеове љубави.
Дантеови коментари из два дела објашњавају сваку песму, стављајући их у контекст његова живота. Поглавља која садрже песме имају три дела: полу-аутобиографски наративни, лирски који је настао из таквих околности и кратке структуралне напомене песама. Песме чине ток радње, Дантеове љубави за Беатриче, од њиховог првог сусрета (када је он имао осам година, а она девет) до његовог оплакивања њене смрти и крајњег завета да пише о њој „оно што није речено о ниједној другој.“
Сваки део коментара изражава развијање Дантеовог појма о романтичној љубави, као првом кораку у духовном развоју, који омогућава божанску љубав. Дантеов неуобичајени приступ делу, преко личних догађаја и искустава, обраћање читаоцима и писање на италијанском језику, место латинског представља прекретницу европске поезије, у којој су многи писци напустили маниристички стил и форме средњег века, ради једноставнијег и непосреднијег стила.

## Личности
Данте је желео да сакупи и објави поезију о његовој љубави за Беатриче, уз објашњења аутобиографског контекста структуре дела, уз наглашавање експозиторне структуре сваке песме, као помоћ за пажљивије читање. Иако је резултат оваквог његовог приступа прекретна тачка у развоју емоционалне аутобиографије
, као и сва средњовековна дела је још увек врло далеко од модерне аутобиографије. Но, ипак, Данте и његова публика су били заинтресовани за емоцију и дворску љубав, како се развија иста, како се изражава у стиху, како оживљава вечите истине (посебно божански створен свет), и како љубав доноси благослов души и приближава је Богу.
Имена људи, укључујући и Беатриче, наводе се без презимена, или било каквих детаља који би могли да помогну читаоцу да идентификује те људе од осталих грађана Фиренце. Једино се користи име „Беатриче“, јер је и њено право име, али и симбол божанског надахнућа и лепоте. Имена и људи имају и метафорично значење.
Још један значајан детаљ је што Данте све време избегава да именује чак и тачне локације у делу — Фиренца се наводи као Град, поменути град, тај град..., река Арно, као речица, поток, та река. Ово вешто избегавање, слично као и оно намерно у Комедији, својеврсно је књижевно пророчанство догађаја који ће Дантеу са Фиренцом тек уследити.
У поглављу XXIV, „Осетих у своме срцу како застор дух заљубљени диже“ (Io mi senti' svegliar dentro a lo core), Данте пише о сусрету са Љубави, која тражи од песника да јој укаже част на прави начин.
| -{Io mi senti' svegliar dentro a lo core Un spirito amoroso che dormia: E poi vidi venir da lungi Amore Allegro sì, che appena il conoscia, Dicendo: "Or pensa pur di farmi onore"; E 'n ciascuna parola sua ridia. E poco stando meco il mio segnore, Guardando in quella parte onde venia, Io vidi monna Vanna e monna Bice Venire inver lo loco là 'v'io era, L'una appresso de l'altra miriviglia; E sì come la mente mi ridice, Amor mi disse: "Quell'è Primavera, E quell'ha nome Amor, sì mi somiglia."}- | Осетих у своме срцу како застор дух заљубљени диже, што је снио: а из даљине видех стиже Амор тако, да га не препознах, чио, Зборећ: „Да част ми одаш, чини напор“; а сваку реч је осмехом крепио. Док одгонетах, помало и назор, откуд господар мој дође премио, Угледах с госпом Ваном госпу Биче како им корак према нама леће, једна и друга чудо од лепоте; И у сећању чујем како кличе Амор ми: „Ову зову Пролеће, а ову Амор, јер ми мој лик оте.“ |

Данте не наводи ни своје име у Новом животу. Гвида Кавалкантија ословљава као „првог пријатеља“, своју сестру као „нека госпа блага и млада...“, Беатричиног брата као „неко тако близак блаженој“. Читалац је увучен у комешање емоција и поетску борбу неименованог аутора, у његовој глави и све људе који га окружују, који су у вези са потрагом за Љубаљу његовог ума.
Нови живот је врло битан за разумевање његових осталих дела, као и контекста његових осталих дела, пре свега Комедије.

## Улога Амора
Поред лика Беатриче, свакако централно, ако не и најважније место заузима персонификовани лик Амора.
Штавише, усред дела, y почетним поглављима, Амор, некада римски бог љубави, постаје његов господар, симбол његовог хуманистичког агапизма, spiritus movens читавог дела и његових ликова. Кроз развој дела и развој песника и других ликова, Амор, који симболише Бога, прелази на лик Беатриче, да би се у централном делу Беатриче преобразила у Амора — односно уметник поистовећује значење Амора са значењем Беатриче. Тако, иницијативно, племенита љубав коју Данте дисекцира, служи да уздигне човека на виши ниво. Ниво идеје, ниво алегорије и метафоре, у маниру средњовековног писања тако достиже свој поетски максимум код Дантеа.
Он сам разграничава у поглављу XXV како треба ословљавати Амора и на који начин он о њему говори — инспирисан Аристотелом, али и схоластичким учењима.
Амор тера Дантеа, као телесно и метафизичко биће — као крилати Анђео, као Бог, као манифестована савршена дама Беатриче да га слави, у стиховима и у његовом уму — речима и делом, да на ту врсту неоплатонске похвале љубави, младости, али и пијетозној, божанској лепоти и савршености која испуњава срца људи, да га хвале и други.

## Структура и теме
Структура дела се може поделити на три дела, према три главна тренутка у животу аутора: Прву фазу, у којој му Беатриче отпоздравља, што је извор среће и спасења, другу фазу у којој му не узвраћа поздрав, што га доводи у стање дубоке патње, али и сазревања и трећу у којој Беатриче умире и више нема односа између песника и ње, већ између песника и њене душе.
Данте прича како је први пут срео са њених девет година (број чија се чудесна симболика, која јасно указује на Свето тројство, понавља више пута у делу). Обнавља је као своју музу са 19 година (1283), после сна у коме му она једе срце, и настанка првог Дантеовог сонета, који тумачи његов пријатељ Гвидо Кавалканти. Он се, убрзо, како би скренуо да је заљубљен у Беатриче од других, крије иза других жена. Међутим, убрзо му Беатриче више не узвраћа поздраве, јер се прочуло да он доноси невоље девојкама које воли и он пада у очајање.
Беатриче је умрла 1290. чиме се завршава други део дела. О њеној смрти, песник не говори много. Песнику у око пада друга дама која га посматра са прозора, о песник ускоро схвата да га та дама не интресује, и да једино преко љубави за Беатриче може стићи до Бога, о чему расправља у последњим поглављима дела, са ходочасницима из Рима.
Песничке визије му приказују Беатриче у божјој слави, на небу и он одлучује да о њој не пише, док не буде достојан тога.

## У другим уметностима
Дело Хенрија Холидеја Данте среће Беатриче код Понте Санта тринита (1883) инспирисано је Новим животом, као и дело Дантеа Габријела Росетија Поздрављање Беатриче  (1859).